# Прокудино (Воронежская область)
Прокудино — упразднённый хутор в Хохольском районе Воронежской области России.

## Название
Нынешнее наименование получил по Прокудинскому логу, около которого был расположен. Имел вариант Прокудина
Название Ивановка — по владельцу, помещику Ивану Петровичу Попову.
В статистических списках населённых мест 1859 года — Васильевское (Прокудино).

## География
Располагался в 22 километрах к югу от рабочего посёлка Хохольский, административного центра Хохольского района. В статистических списках населённых мест 1859 года Васильевское (Прокудино) представлено как «при Прокудином Логу и колодце» и «По правую сторону р. Дона», при расстоянии от центра уезда в 37 км.

## История
Возник на границе конца XVIII века-начале XIX века. По документам известен с 1811 года. В 1816 году имел 7 дворов, принадлежал помещику Ивану Петровичу Попову. В статистических списках населённых мест 1859 года Васильевское (Прокудино) показывается как владельческое сельцо.

## Известные жители, уроженцы
- Малиновский, Андрей Егорович (1790—1859) — герой Отечественной войны 1812 года, жил последние годы в своем имении, селе Прокудине (Васильевское), где и скончался.

## Население
В статистических списках населённых мест 1859 года — 46 человек, из них мужчин — 28, женщин — 18.

## Инфраструктура
В 1816 году имел 7 дворов, в 1859 году — 6 дворов.